# Junqueiro
Junqueiro es un municipio brasileño del estado de Alagoas. La parroquia, creada en septiembre de 1912, tuvo como primer padre a Antonio Procópio, natural del lugar. El municipio, antes poblado de Limoeiro de Anadia, fue creado por la Ley 379, del 15 de junio de 1903 e instalado el 31 de enero de 1904. El 23 de febrero de 1932, a través del decreto 1.619, fue suprimido y nuevamente anexado a Limoeiro. Fue definitivamente emancipado a través del artículo 6° del acto de las Divisiones Transitorias de la Constitución Estatal de 1947.

## Datos del Municipio
Área: 254 km², representando 0.915 % del Estado, 0.0163 % de la Región y 0.003 % de todo el territorio brasileño
Clima: Templado. Máxima de 35 °C y mínima de 22 °C.
Altitud de la Sede: 175m
Población: estimada en 2008 es de 25.175 habitantes.
Electorado: 17.931 electores hasta abril de 2009 según datos del TSE.
Prefecto: Fernando Soares Pereira
Economía: Agricultura, principalmente el cultivo de la caña de azúcar.
Acceso: BR-101 Distancia de la Capital Maceió: 86,092 km